# Parque Nacional de Khangchendzonga
O Parque Nacional Khangchendzonga é uma parque nacional e uma reserva da biosfera, localizada no distrito de Sikkim do Norte no estado indiano de Sikkim. O parque recebe seu nome da montanha Khangchendzonga com 8.585 metros de altitude. A área total do parque é de cerca de 850 km². Há muitos glaciares no parque, incluindo o Glaciar Zemu. Entre a fauna, pode ser encontrado o cervo-almiscaradeiro, o tar-himalaio, o panda-vermelho e o leopardo-das-neves. EM 2016, o parque foi consagrado pela UNESCO como patrimônio material da humanidade.
| Imagem: {{{3}}} | A região Parque Nacional de Khangchendzonga Khangchendzonga np.jpg sítio "[[]]", Património Mundial da UNESCO. |  |